# Júlio Campos
Júlio José de Campos ComMM (Várzea Grande, 11 de dezembro de 1946) é um professor, agrônomo e político brasileiro filiado ao União Brasil (UNIÃO). É deputado estadual (2023-2026) por Mato Grosso, foi governador, senador e deputado federal durante três mandatos, além de prefeito da cidade de Várzea Grande.  Nasceu em Várzea Grande (MT) no dia 11 de dezembro de 1946, filho de Júlio Domingos de Campos e Amália Curvo de Campos. É viúvo da professora Isabel Campos (1945-2012) e pai de Laura, Consuelo, Júlio Neto e Silvia.
É corretor de imóveis e proprietário do Grupo Santa Laura.

## Dados biográficos
Filho de Júlio Domingos de Campos e Amália Curvo de Campos. Iniciou sua carreira política na época do Regime Militar de 1964 ao filiar-se ao PSD e em 1969 formou-se em Agronomia na Universidade Estadual Paulista. Secretário de Viação e Obras Públicas em Várzea Grande, foi professor da Universidade Federal de Mato Grosso e chefiou o setor de Colonização e Operações da Companhia de Desenvolvimento de Mato Grosso (CODEMAT). Eleito prefeito de Várzea Grande pela ARENA em 1972 e deputado federal em 1978, migrou para o PDS elegendo-se governador de Mato Grosso em 1982 na primeira disputa direta para o Palácio Paiaguás desde a vitória de Pedro Pedrossian em 1965.
Após migrar para o PFL renunciou ao governo e foi eleito sucessivamente deputado federal em 1986 e senador em 1990 ocupando uma cadeira que já pertencera ao seu tio, Sílvio Curvo. Derrotado por Dante de Oliveira ao disputar o governo estadual em 1998, cumpriu seu mandato de ´senador da República até 1999. Em 1991, como senador, Campos foi admitido pelo presidente Fernando Collor à Ordem do Mérito Militar no grau de Comendador especial.
Afastou-se da vida pública devido a um intenso tratamento de saúde, passando em 2017 por um transplante de fígado após três anos na fila de espera.
Em 28 de junho de 2002 tomou posse como conselheiro no Tribunal de Contas de Mato Grosso indicado pela Assembleia Legislativa e homologado pelo sucessor de Dante de Oliveira no governo do Estado, Rogério Sales, permaneceu no TCE/MT até 12 de dezembro de 2007, quando se aposentou. Em 2008 disputou a prefeitura de Várzea Grande e obteve 45.688 votos, ficando com o 2º lugar atrás do candidato eleito, Murilo Domingos. Em 2010 foi eleito deputado federal com 72.560 tendo concluído seu mandato em 2015. Em 2020, com a cassação da Senadora Juíza Selma, Júlio ensaiou candidatura ao senado na eleição suplementar, chegou a ser escolhido candidato na convenção de seu partido, conduto, a eleição que estava marcada para 26 de abril de 2020, foi adiada pelo TSE devido a pandemia de COVID-19, a eleição suplementar para senador só foi ocorrer em 15 de novembro de 2020, junto com as eleições municipais e Júlio concorreu a vaga de 1º suplente na chapa de Nilson Leitão, que ficou em 3º lugar.
Em 2022 voltou à política, sendo eleito deputado estadual pelo União Brasil com 33,8 mil votos. Em seu primeiro ano de atuação parlamentar preside a Comissão de Constituição, Justiça e Redação (CCJR) e é vice-presidente da Comissão de Relações Internacionais, Desenvolvimento e Aperfeiçoamento Institucional.

## Atividade Legislativa
Em maio de 1986, Júlio Campos se afasta do cargo de governador a fim de disputar uma vaga na Assembleia Nacional Constituinte pelo PFL nas eleições de novembro.  Eleito o constituinte mais votado do estado, com 61.002 votos, na legenda pefelista, Integrou na condição de titular a Subcomissão de Saúde, Seguridade e do Meio Ambiente da Comissão da Ordem Social e, como suplente, a Subcomissão do Poder Legislativo, da Comissão da Organização dos Poderes e Sistema de Governo.
Na Constituinte, votou a favor da proteção ao emprego contra despedida sem justa causa, do aviso prévio proporcional, da soberania popular, do presidencialismo e da nacionalização do subsolo. Na Assembleia Nacional Constituinte, foi autor da proposta que transformou o Pantanal Mato-Grossense em área de patrimônio nacional.
Nas eleições de outubro de 1990, concorreu a uma das vagas ao Senado pela mesma legenda. Eleito com 331.212 votos, novamente com a maior votação do estado, Júlio Campos assumiu o mandato em 1º de fevereiro de 1991. Em 1991 e 1992, presidiu a Comissão de Infra-Estrutura e integrou a Comissão de Educação, como titular, e as comissões de Assuntos Econômicos e de Constituição, Justiça e Cidadania, como suplente. Ainda em 1993, em abril, tornou-se primeiro secretário do Senado Federal. Em 1994, integrou a delegação brasileira à XLIX Sessão da Assembleia Geral das Nações Unidas.
Entre 1997 e 1998, integrou no Senado as comissões de Fiscalização e Controle, de Educação, de Assuntos Sociais, e de Assuntos Econômicos, além da Comissão Parlamentar Conjunta do Mercosul.
Deixou o Senado em janeiro de 1999, ao final da legislatura, quando passou a se dedicar às atividades empresariais, tendo como foco no Grupo Futurista de Comunicação e empreendimentos de construção civil e imobiliários..

## Denúncias registradas pelo SNI durante a ditadura militar
Documentos confidenciais do extinto Serviço Nacional de Informações (SNI), produzidos durante o regime militar, apontaram suspeitas de corrupção, fraude eleitoral e até envolvimento em assassinatos supostamente atribuídos a membros da família Campos, incluindo Júlio Campos, à época governador de Mato Grosso. Os relatórios foram tornados públicos em 2020 e estavam arquivados no Arquivo Nacional.
Segundo relatório de 25 de maio de 1984, a família Campos teria se beneficiado de contratos com o poder público estadual e municipal por meio de empresas controladas diretamente ou por meio de laranjas. Durante o primeiro ano de governo de Júlio Campos e de seu irmão Jayme Campos na prefeitura de Várzea Grande, empresas ligadas à família venceram diversas licitações e apresentaram aumento expressivo de capital social. O SNI apontou que empresas como Terramat, Aquário Engenharia e Empreendimentos Santa Laura teriam sido favorecidas em contratos públicos, e relatou suspeitas de esquema de propina envolvendo o governo estadual.
O relatório também mencionou depoimentos de dois policiais civis, presos em 1986 e acusados de integrarem um “esquadrão da morte”, que afirmaram ter recusado propostas para assassinar adversários políticos de Júlio e Jayme durante as eleições de 1982. Um dos opositores, Celso Mendes Quintela (MDB), foi de fato morto dias após essas alegações. Quintela investigava possíveis fraudes eleitorais e, segundo relatos da época, teria sido alvo de ameaças. O caso gerou forte comoção, mas não houve responsabilização formal de Júlio Campos ou de sua família.
As denúncias, embora graves, nunca resultaram em processos judiciais contra Júlio Campos à época. Em declarações públicas, o ex-governador classificou os relatos como “factoides políticos” alimentados por adversários insatisfeitos com a derrota eleitoral. Segundo ele, os bens da família já existiam antes da entrada na política e não houve qualquer favorecimento indevido.

## Envolvimento em Caso de Duplo Homicídio e Arquivamento por Prescrição
Em 2004, Júlio Campos foi denunciado pelo Ministério Público Federal sob a suspeita de envolvimento na morte do geólogo Nicolau Ladislau Ervin Haralyi e do empresário Antônio Ribeiro Filho, crimes ocorridos em São Paulo e no Guarujá, respectivamente. Segundo as investigações, os assassinatos teriam relação com uma disputa por terras com jazidas de pedras preciosas, envolvendo a suposta utilização de "laranjas" na titularidade dos imóveis. Os executores dos homicídios seriam, de acordo com a apuração, policiais civis e militares lotados em Campo Grande (MS).

Em 20 de fevereiro de 2024, o juiz Claudio Juliano Filho, da Comarca de São Paulo, determinou a extinção da punibilidade de Júlio Campos com base na prescrição da pretensão punitiva, nos termos do art. 115 do Código Penal Brasileiro, que prevê a redução do prazo prescricional pela metade para réus com mais de 70 anos de idade, o que se aplicava ao ex-governador desde 2016. A decisão acolheu manifestação do Ministério Público Estadual e pedido da defesa, encerrando a tramitação do processo criminal.